# Варконе (Терни)
Варконе је насеље у Италији у округу Терни, региону Умбрија.
Према процени из 2011. у насељу је живело 23 становника. Насеље се налази на надморској висини од 477 м.